# Urbain Grandier
Urbain Grandier (1590-18 de agosto de 1634) fue un sacerdote católico francés que fue quemado en la hoguera tras ser condenado por brujería.
Grandier fue sacerdote en la iglesia de Sainte Croix en Loudun, en la diócesis de Poitiers. Parece ser que tuvo varias relaciones sexuales y románticas con mujeres y adquirió fama de Don Juan. En 1632, un grupo de monjas del convento local de las ursulinas le acusó de haberlas embrujado, enviándoles el demonio Asmodeo, entre otros, para realizar actos malvados e impúdicos con ellas. Grandier fue declarado culpable a pesar de no haber confesado bajo tortura y sentenciado a muerte. Fue quemado vivo en la hoguera.

## Biografía
Grandier asistió al colegio jesuita de La Madeleine en Burdeos. Su tío era un sacerdote que tenía cierta influencia entre los jesuitas. Estos tenían el derecho de nombrar al párroco de la iglesia de Saint-Pierre-du-Marche en Loudun, y en 1617 eligieron a Grandier. También tenían derecho a nombrar un canónigo para la colegiata de Sainte Croix, también en Loudun, y Grandier también fue designado para ello. Así, como hijo mayor, pudo mantener a su madre viuda y a sus hermanos. El hecho de que recibiera ambos valiosos cargos con preferencia a un candidato local causó cierto resentimiento.
Hacia 1629 o 1630, Philippe Trincant, hija de Louis Trincant, fiscal del rey y amigo de Grandier, dio a luz a un hijo. Se sospechaba que Grandier era el padre. También se creía que había mantenido relaciones íntimas con varias mujeres.

### Acusaciones de brujería
En 1632, un grupo de monjas del convento local de ursulinas le acusó de haberlas embrujado, enviando al demonio Asmodeo, entre otros, a cometer actos malvados e impúdicos con ellas. Aldous Huxley, en su novela de no ficción "Los demonios de Loudun", sostuvo que las acusaciones comenzaron después de que Grandier se negara a ser el director espiritual del convento, sin saber que la madre superiora, la hermana Jeanne des Anges, se había obsesionado con él, tras haberlo visto de lejos y haber oído hablar de sus hazañas sexuales. Según Huxley, la hermana Jeanne, enfurecida por su rechazo, invitó en cambio al canónigo Jean Mignon, enemigo de Grandier, a ser director. Jeanne acusó entonces a Grandier de utilizar la magia negra para seducirla. Poco a poco, las demás monjas empezaron a hacer acusaciones similares. Sin embargo, Monsieur des Niau, consejero de La Flèche, dijo que Grandier solicitó el puesto, pero que en su lugar se le concedió al canónigo Jean Mignon, un sobrino de Monsieur Trincant.
El arzobispo de Burdeos intervino y ordenó la reclusión de las monjas, tras lo cual los casos de posesión parecían haber cesado.

### Intervención de Richelieu
Grandier se había ganado la enemistad del poderoso cardenal Richelieu, valido o primer ministro del rey Luis XIII de Francia. En sus continuos esfuerzos por consolidar y centralizar el poder, la Corona había ordenado la demolición de las murallas que rodeaban Loudun. La población tenía dos opiniones al respecto: mantener la muralla o confiar en la protección del gobierno central. Grandier apoyaba a los que querían conservar las murallas.  Además, no sólo había escrito un libro en el que atacaba la disciplina del celibato clerical, sino que también había escrito una sátira mordaz contra el cardenal.
En la época de las acusaciones de las monjas, M. Jean de Laubardemont, pariente de la madre superiora del convento de Loudun, fue enviado a demoler la torre de la ciudad. La milicia de la ciudad se lo impidió, y a su regreso a París informó sobre el estado de los asuntos en Loudun, incluyendo los recientes disturbios en el convento de las Ursulinas. En noviembre de 1633, el Sr. de Laubardemont fue comisionado para investigar el asunto. Grandier fue detenido y confinado en la prisión de Angers. Laubardemont regresó a París, donde se interceptaron las cartas de apoyo a Grandier del bailío de Loudun al procurador general del Parlamento, en las que se afirmaba que la posesión era una "impostura".

### Juicio

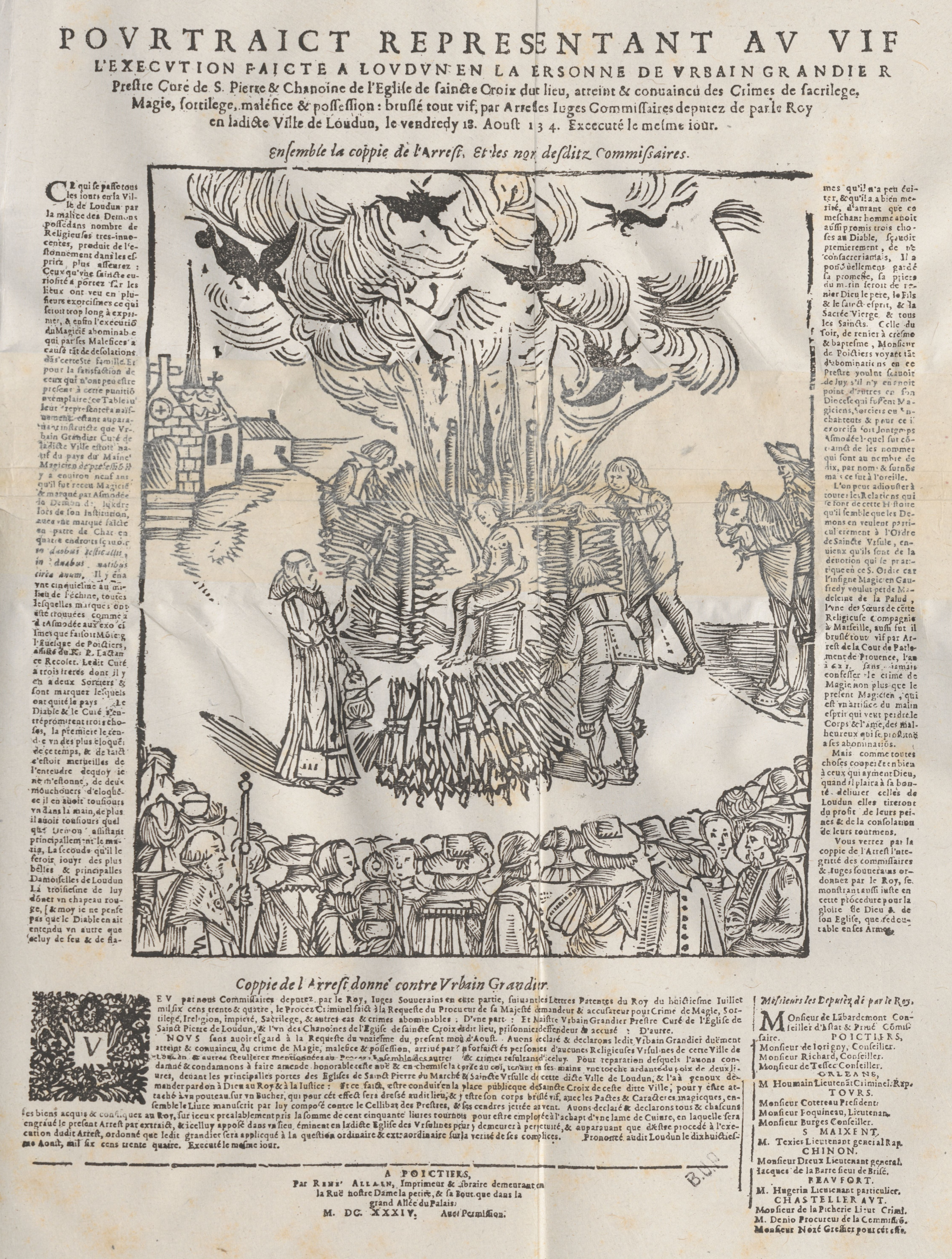
Ejecución pública de Grandier.

Monsieur de Laubardemont regresó a Loudun con un decreto del Consejo, fechado el 31 de mayo de 1634, que confirmaba todos sus poderes y prohibía al Parlamento y a todos los demás jueces interferir en el asunto, y prohibía a todas las partes implicadas apelar, bajo pena de una multa de quinientas libras. Grandier, que había sido detenido en la prisión de Angers, fue devuelto a Loudun. El interrogatorio de los testigos y los exorcismos de las ursulinas continuaron. Después de haber torturado a Grandier, se presentaron documentos supuestamente firmados por él y varios demonios como prueba de que había hecho un pacto diabólico. No está claro si Grandier escribió o firmó los pactos bajo coacción, o si fueron falsificados.
Grandier fue declarado culpable y condenado a muerte. Los jueces que condenaron a Grandier ordenaron que se le sometiera a la "cuestión extraordinaria", una forma de tortura que solía ser mortal, aunque no inmediatamente, y que, por tanto, sólo se administraba a las víctimas que iban a ser ejecutadas inmediatamente después. Además, Grandier fue sometido a una forma de bota española, un tornillo de banco de hierro, lleno de pinchos, que se ponía al rojo vivo y luego se aplicaba a la pantorrilla y al tobillo de Grandier para destrozar los huesos. A pesar de la tortura, Grandier nunca confesó la brujería. Fue quemado vivo en la hoguera.
Existen muchas teorías sobre la causa de las "posesiones" de Loudun. Una de las explicaciones más probables es que todo el asunto fue orquestado por Richelieu; Huxley en su libro Los demonios de Loudun (1952) y en la versión cinematográfica de Ken Russell del libro de Huxley (1971) alegó que las acusaciones iniciales contra Grandier por parte de las monjas del convento de Loudun formaban parte de un caso de histeria colectiva.
Augustin Calmet, entre otros, comparó este caso con la supuesta posesión de Martha Broissier (1578), que tuvo una gran difusión en la época. Esta crítica se debe, en parte, a que las circunstancias que rodean los incidentes y los exámenes de posesión en cuestión muestran más indicios de posesiones fingidas que de casos más legítimos, como la posesión de Mademoiselle Elizabeth de Ranfaing (1621). En su Tratado, se afirma que las causas de la injusticia cometida en Loudun fueron una mezcla de ambición política, necesidad de atención y un deseo básico de deshacerse de los adversarios políticos. El asunto de Loudun tuvo lugar en el reinado de Luis XIII; y se acusa al cardenal Richelieu de haber hecho que se representara esta tragedia, para arruinar a Urban Grandier, el cura de Loudun, por haber escrito una sátira mordaz contra él.

### Pacto diabólico

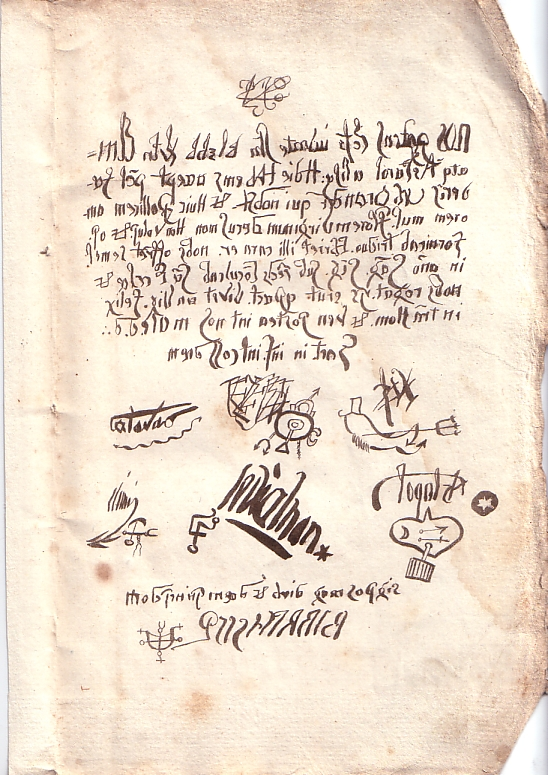
Pacto escrito en latín al revés.

Uno de los documentos presentados como prueba durante el segundo juicio de Grandier es un pacto diabólico escrito en latín y aparentemente firmado por Grandier. Otro, que parece ilegible, está escrito al revés, en latín con abreviatura de escriba, y ha sido publicado y traducido desde entonces en varios libros sobre brujería. Este documento también lleva muchos símbolos extraños, y fue firmado por varios demonios, incluido el propio Satanás. Descifrado y traducido al castellano, dice:

Nosotros, el influyente Lucifer, el joven Satanás, Belcebú, Leviatán, Elimi y Astaroth, junto con otros, hemos aceptado hoy el Pacto de Alianza de Urbain Grandier, que es nuestro. Y a él le prometemos el amor de las mujeres, la flor de las vírgenes, el respeto de los monarcas, los honores, las lujurias y los poderes.
Se irá de putas durante tres días; el carrusel será muy querido por él. Nos ofrece una vez en el año un sello de sangre, bajo los pies pisoteará las cosas santas de la iglesia y nos hará muchas preguntas; con este pacto vivirá veinte años feliz en la tierra de los hombres, y más tarde se unirá a nosotros para pecar contra Dios.
Atado en el infierno, en el consejo de los demonios.
Lucifer, Belcebú, Satán, Astaroth, Leviatán, Elimi.
Los sellos colocan en lugar supremo al Diablo, el Amo, y a los demonios, príncipes del Señor.
Baalberith, escriba.